# 威廉·怀特 (1903年)
威廉·怀特（英語：William Whyte，1903年8月16日—1964年11月），澳大利亚男子田径运动员。他曾代表澳大利亚参加1930年大英帝国运动会田径比赛，获得男子1英里银牌。